# Lista planetelor minore: 250001–251000
Aceasta este lista planetelor minore cu numerele 250001–251000.

## 250001–250100
| Denumire | Denumire provizorie | Data descoperirii | Locul descoperirii | Descoperitor(i) |
| -------- | ------------------- | ----------------- | ------------------ | --------------- |
| 250001 – | 2001 XR265          | 14 decembrie 2001 | Socorro            | LINEAR          |
| 250006 - | 2002 AT             | 5 ianuarie 2002   | Oizumi             | T. Kobayashi    |
| 250007 – | 2002 AR9            | 11 ianuarie 2002  | Desert Eagle       | W. K. Y. Yeung  |
| 250022 – | 2002 BF16           | 19 ianuarie 2002  | Kitt Peak          | Spacewatch      |
| 250025 – | 2002 CE19           | 4 februarie 2002  | Palomar            | NEAT            |
| 250026 – | 2002 CL23           | 5 februarie 2002  | Haleakala          | NEAT            |
| 250028 – | 2002 CO46           | 7 februarie 2002  | Bohyunsan          | Bohyunsan       |
| 250049 – | 2002 CQ253          | 4 februarie 2002  | Anderson Mesa      | LONEOS          |
| 250055 – | 2002 CH303          | 14 februarie 2002 | Cerro Tololo       | Cerro Tololo    |
| 250058 – | 2002 CP312          | 6 februarie 2002  | La Silla           | C. Barbieri     |
| 250081 – | 2002 ED158          | 5 martie 2002     | Apache Point       | SDSS            |

## 250101–250200
| Denumire          | Denumire provizorie | Data descoperirii  | Locul descoperirii | Descoperitor(i)             |
| ----------------- | ------------------- | ------------------ | ------------------ | --------------------------- |
| 250112 –          | 2002 KY14           | 19 mai 2002        | Palomar            | C. A. Trujillo, M. E. Brown |
| 250117 –          | 2002 NZ5            | 10 iulie 2002      | Campo Imperatore   | CINEOS                      |
| 250128 –          | 2002 PV155          | 8 august 2002      | Palomar            | S. F. Hönig                 |
| 250150 –          | 2002 RL236          | 12 septembrie 2002 | Palomar            | R. Matson                   |
| 250164 Hannsruder | 2002 TM69           | 10 octombrie 2002  | Trebur             | M. Kretlow                  |

## 250201–250300
| Denumire | Denumire provizorie | Data descoperirii | Locul descoperirii | Descoperitor(i) |
| -------- | ------------------- | ----------------- | ------------------ | --------------- |
| 250267 – | 2003 FD7            | 28 martie 2003    | Piszkéstető        | K. Sárneczky    |
| 250287 – | 2003 OO13           | 28 iulie 2003     | Reedy Creek        | J. Broughton    |
| 250300 – | 2003 QK29           | 23 august 2003    | Črni Vrh           | Črni Vrh        |

## 250301–250400
| Denumire            | Denumire provizorie | Data descoperirii  | Locul descoperirii | Descoperitor(i)              |
| ------------------- | ------------------- | ------------------ | ------------------ | ---------------------------- |
| 250352 –            | 2003 SA217          | 27 septembrie 2003 | Junk Bond          | Junk Bond                    |
| 250354 Lewicdeparis | 2003 SP244          | 25 septembrie 2003 | Saint-Sulpice      | B. Christophe                |
| 250369 –            | 2003 TY             | 4 octombrie 2003   | Fountain Hills     | C. W. Juels, P. R. Holvorcem |
| 250370 –            | 2003 TK4            | 12 octombrie 2003  | Mauna Kea          | F. Bernardi                  |
| 250374 Jírovec      | 2003 UL4            | 17 octombrie 2003  | Kleť               | KLENOT                       |

## 250501–250600
| Denumire                | Denumire provizorie | Data descoperirii | Locul descoperirii | Descoperitor(i)                      |
| ----------------------- | ------------------- | ----------------- | ------------------ | ------------------------------------ |
| 250501 –                | 2004 GH1            | 9 aprilie 2004    | Siding Spring      | SSS                                  |
| 250526 Steinerzsuzsanna | 2004 PO42           | 11 august 2004    | Piszkéstető        | K. Sárneczky, T. Szalai (astronomer) |
| 250534 –                | 2004 QW4            | 21 august 2004    | Goodricke-Pigott   | R. A. Tucker                         |
| 250541 –                | 2004 RR2            | 5 septembrie 2004 | Bergisch Gladbach  | W. Bickel                            |
| 250547 –                | 2004 RM84           | 9 septembrie 2004 | Altschwendt        | W. Ries                              |

## 250601–250700
| Denumire      | Denumire provizorie | Data descoperirii | Locul descoperirii | Descoperitor(i) |
| ------------- | ------------------- | ----------------- | ------------------ | --------------- |
| 250606 Bichat | 2005 EL222          | 12 martie 2005    | Saint-Sulpice      | B. Christophe   |
| 250613 –      | 2005 FU5            | 30 martie 2005    | Jarnac             | Jarnac          |
| 250632 –      | 2005 JS12           | 4 mai 2005        | Mauna Kea          | C. Veillet      |
| 250678 –      | 2005 PK23           | 9 august 2005     | Cerro Tololo       | M. W. Buie      |

## 250701–250800
| Denumire | Denumire provizorie | Data descoperirii  | Locul descoperirii | Descoperitor(i) |
| -------- | ------------------- | ------------------ | ------------------ | --------------- |
| 250706 – | 2005 RR6            | 4 septembrie 2005  | Mauna Kea          | D. J. Tholen    |
| 250711 – | 2005 RZ33           | 15 septembrie 2005 | Wrightwood         | J. W. Young     |
| 250719 – | 2005 SN21           | 23 septembrie 2005 | Ondřejov           | P. Kušnirák     |

## 250801–250900
| Denumire         | Denumire provizorie | Data descoperirii | Locul descoperirii | Descoperitor(i) |
| ---------------- | ------------------- | ----------------- | ------------------ | --------------- |
| 250840 Motörhead | 2005 UT158          | 30 octombrie 2005 | Nogales            | J.-C. Merlin    |
| 250886 –         | 2005 UA516          | 22 octombrie 2005 | Apache Point       | A. C. Becker    |

## 250901–251000
| Denumire | Denumire provizorie | Data descoperirii | Locul descoperirii | Descoperitor(i) |
| -------- | ------------------- | ----------------- | ------------------ | --------------- |
| 250947 – | 2005 YB287          | 28 decembrie 2005 | Junk Bond          | D. Healy        |
| 250949 – | 2006 BT55           | 27 ianuarie 2006  | Mayhill            | A. Lowe         |